# Septème
Septème település Franciaországban, Isère megyében. Lakosainak száma 2153 fő (2022. január 1.). Septème Estrablin, Luzinay, Moidieu-Détourbe, Oytier-Saint-Oblas, Pont-Évêque, Saint-Just-Chaleyssin és Serpaize községekkel határos.

## Népesség
A település népessége az elmúlt években az alábbi módon változott:
| Lakosok száma | 799  | 1048 | 1267 | 1760 | 1904 | 2004 | 2063 | 2071 | 2088 | 2153 |
|               | 1968 | 1982 | 1990 | 2006 | 2013 | 2015 | 2017 | 2019 | 2020 | 2022 |